# Dicranota (Plectromyia) townesi
Dicranota (Plectromyia) townesi is een tweevleugelige uit de familie Pediciidae. De soort komt voor in het Nearctisch gebied.